# Ireneusz (Szulmin)
Ireneusz, imię świeckie Michaił Aleksandrowicz Szulmin (ur. 1 stycznia?/13 stycznia 1893 w Kazaniu, zm. w lutym 1938) – rosyjski biskup prawosławny.

## Życiorys
Urodził się w rodzinie cerkiewnego psalmisty. W 1914 ukończył seminarium duchowne w Kazaniu, po czym podjął wyższe studia teologiczne w Kazańskiej Akademii Duchownej, które z powodu jego wysokiego wyniku na egzaminie wstępnym były finansowane przez państwo. 2 grudnia 1917, jako student, złożył wieczyste śluby zakonne przed rektorem uczelni, biskupem Anatolem. 18 maja 1918 został wyświęcony na hieromnicha. W tym samym roku zakończył studia z tytułem kandydata nauk teologicznych. W momencie ukończenia studiów został wyznaczony na przełożonego monasteru św. Mikołaja w Wierchoturiu.
27 stycznia 1923 został wyświęcony na biskupa kuszwińskiego, wikariusza eparchii jekaterynburskiej, był odpowiedzialny za znajdujące się na jej terytorium parafie jednowierców. Następnie od listopada 1923 do maja 1924 był biskupem małmyskim, wikariuszem eparchii wiackiej; w lutym jego tytuł uległ zmianie na biskup jełabuski. Od stycznia do maja 1926 popierał ruch grigoriewców, z którego ostatecznie wrócił do kanonicznego Rosyjskiego Kościoła Prawosławnego. Po przekształceniu granic eparchii miasto Jełabuga znalazło się w granicach eparchii kazańskiej i swijaskiej, zatem biskup Ireneusz został w niej wikariuszem, od 2 grudnia 1930 z tytułem biskupa mamadyskiego. Od marca do sierpnia 1933 był locum tenens eparchii kazańskiej.
26 sierpnia 1934 został biskupem penzeńskim i sarańskim. Po roku przeniesiony na katedrę kujbyszewską. 24 listopada 1937 został aresztowany; w lutym roku następnego rozstrzelany.